# ليتيسيا كلاين
ليتيسيا كلاين (بالإنجليزية: Leticia Cline)‏ هي عارضة أمريكية، ولدت في 1 أكتوبر 1978 في أورلاندو في الولايات المتحدة.

## وصلات خارجية
- ليتيسيا كلاين على موقع IMDb (الإنجليزية)
- ليتيسيا كلاين على موقع قاعدة بيانات الفيلم (الإنجليزية)